# 다이도지 아야코

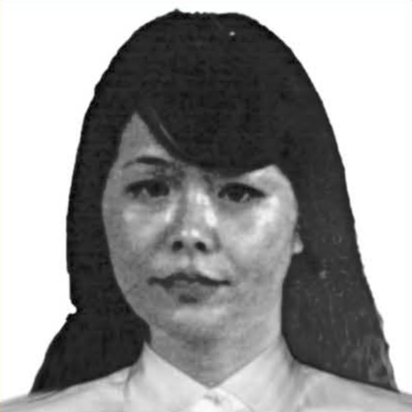

다이도지 아야코(일본어: 大道寺 あや子: 1948년 10월 20일 - )는 일본의 신좌파 테러리스트다. 동아시아반일무장전선 “늑대” 그룹의 멤버이자, 리더 다이도지 마사시의 아내였다.
구성은 고마자와 아야코(일본어: 駒沢 あや子). 북해도 쿠시로시 출신. 북해도쿠시로코료고등학교 졸업. 재학 중에는 성적이 우수했고, 빙속 동아리에서 활약하여 졸업생 총대까지 맡았다. 호사약과대학에 추천입학하여 반더포겔 동아리 활동과 학생자치회 활동을 했고, 수업료 인상 반대투쟁에 자연스럽게 참여하게 되었다. 이 무렵, 고등학교 동창 다이도지 마사시와 동창회에서 재회하여 다이도지의 “연구회”에 오르그되었다. 고교 재학 시절에는 거의 접점이 없었던 두 사람이었지만, 이 “연구회” 참여를 계기로 교제하여 동거하게 되었다. 대학 졸업 후에는 신주쿠의 병원에서 악제사로 근무했고, 다이도지와 결혼했다. 이후 도내의 시약회사로 이직했는데, 폭탄 재료를 입수하기 위해서였지만 근무태도가 매우 양호하여 주위로부터 평판이 높았다.
동아시아반일무장전선 “늑대”반에 참가하여 미츠비시중공 폭파사건 등 연속기업폭파사건을 일으켰다. 미츠비시 사건 때는 시한폭탄 설치현장에서 망을 보는 역할을 담당했다. 조직 내에서의 코드네임은 “아사카와”. 아사카와 마키의 팬이었기 때문이었다.
1975년 5월 19일, 폭발물취체벌칙 위반 혐의로 남편과 함께 긴급체포되었다. 체포 직전 청산가리로 자살을 시도했으나 수사관들에게 저지되었다. 수려한 용모와 주변의 평판으로 인하여, 처음 체포된 후 수사과정 및 언론보도에서 남편을 사랑한 나머지 과격사상에 끌려들어간 종범에 지나지 않는 것 아니냐는 동정론이 있었다. 그러자 아야코는 오히려 그런 목소리에 반발하여 에키다 유키코 등과 함께 격렬한 옥중투쟁・법정투쟁을 벌였다.
1977년 일본적군이 다카 사건을 일으키자 후쿠다 내각의 “초법적 조치”로써 에키다와 함께 석방・출국하여 일본적군에 합류했다. 1985년, 동아시아반일무장전선의 지원자들에게 투쟁을 계속하자는 호소문을 발표했다. 1994년 6월, 사문서위조 혐의로 인터폴을 통해 국제수배되었다. 1999년 홍콩에서 마츠다 히사시・시게노부 후사코와 회동했던 것으로 확인되었다.
2001년 시게노부 후사코가 옥중에서 일본적군의 해산을 선언하자 남미에서 반도 쿠니오와 함께 「일본적군 해산선언 무효선언」을 발표했다.
2022년 현재 생사 불명이며, 여전히 국제수배 중이다.